# Alpaslan Ayan
Alpaslan Ayan (ur. 4 maja 1966) – turecki judoka. Trzykrotny olimpijczyk. Zajął czternaste miejsce w Los Angeles 1984; dziewiętnaste w Seulu 1988 i 22. miejsce w Barcelonie 1992. Walczył w wadze półlekkiej i lekkiej.
Uczestnik mistrzostw świata w 1989 i 1991. Brązowy medalista igrzysk śródziemnomorskich w 1987 i 1991. Piąty na mistrzostwach Europy w 1989, 1990, 1991 i 1993 roku.

## Letnie Igrzyska Olimpijskie 1984
| Konkurencja | Eliminacje          | Eliminacje            | Klas. końcowa |
| Konkurencja | Przeciwnik I        | Przeciwnik II         | Miejsce       |
| ----------- | ------------------- | --------------------- | ------------- |
| 65 kg       | Carlos Soto (HON) Z | Sandro Rosati (ITA) P | 14.           |

## Letnie Igrzyska Olimpijskie 1988
| Konkurencja | Eliminacje                | Eliminacje         | Klas. końcowa |
| Konkurencja | Przeciwnik I              | Przeciwnik II      | Miejsce       |
| ----------- | ------------------------- | ------------------ | ------------- |
| 71 kg       | Dżambalyn Ganbold (MGL) Z | Ezio Gamba (ITA) P | 19.           |

## Letnie Igrzyska Olimpijskie 1992
| Konkurencja | Eliminacje              | Klas. końcowa |
| Konkurencja | Przeciwnik I            | Miejsce       |
| ----------- | ----------------------- | ------------- |
| 71 kg       | Bruno Carabetta (FRA) P | 22.           |